# محمد رسولی
محمّد رسولی (زادهٔ ۷ آبان ۱۳۵۰) نویسنده، شاهنامه‌پژوه، و حقوق‌دان اهل ایران است. آثار و پژوهش‌های او در زمینه پیوند مفاهیم حقوقی، تاریخی و ادبیات کهن ایران به‌ویژه شاهنامه فردوسی، شناخته شده است. او با رویکردی میان‌رشته‌ای، تلاش کرده است مفاهیم حقوق عمومی، نهادهای سیاسی، و عناصر تمدن ایرانی را در بستر روایات و منابع ادبی ایران باستان مورد تحلیل قرار دهد و نظریاتش دربارهٔ ریشه‌دار بودن نظام حقوقی و سیاسی ایران در دوران کهن، مورد توجه بخشی از جامعه علمی قرار گرفته است. از جمله آثار او می‌توان به کتاب ناسوخ اشاره کرد که بازتاب‌دهنده نگاه نوآورانه و ساختارشکن او به شاهنامه و تاریخ حقوق ایران است.

## زندگی و تحصیلات
محمّد رسولی زادهٔ ۷ آبان ۱۳۵۰ در شهرکرد است. او علاقه به ادبیات و تاریخ را از دوران کودکی و محیط خانوادگی کسب کرد. وی پس از پایان دبیرستان در رشته علوم انسانی، تحصیلات دانشگاهی خود را در رشته حقوق قضایی دانشگاه تهران ادامه داد و علاقه خود به شاهنامه را با تحقیقات حقوقی در این حوزه پیوند زد. مقاله «حقوق اقتصادی در شاهنامه» که وی در دوران کارشناسی ارشد نگاشت، نخستین تلاش جدی برای جلب توجه جامعه حقوقی به اهمیت شاهنامه بود. او در طول شش سال تحصیل عالی، همزمان در کلاس‌های شاهنامه‌پژوهی فریدون جنیدی و هوشنگ طالع، نیز شرکت نمود.
رسولی رساله دکتری خود را ابتدا با موضوع «مفاهیم حقوق عمومی در شاهنامه» تدوین کرد، اما به دلیل نپذیرفتن موضوع توسط هیئت علمی ناچار شد موضوع رساله را تغییر دهد. در آثار علمی خویش، بر آن است که مفاهیم حقوق عمومی و سیاسی، نه تنها در شاهنامه وجود دارد، بلکه شکل‌گیری این مفاهیم به ایران عهد کهن بازمی‌گردد و برخلاف باور رایج، محدود به اروپا و دوره مدرن نیست.

## دیدگاه‌ها
محمد رسولی با رویکردی متفاوت به تفسیر و تحلیل شاهنامه فردوسی می‌پردازد. او معتقد است شاهنامه نه‌تنها اثری ادبی، بلکه متنی تاریخی، حقوقی، سیاسی، اجتماعی و علمی است که مفاهیم بنیادین تمدن ایران باستان را در خود جای داده است. رسولی بر این باور است که فردوسی شاهنامه را بر اساس متون کهن نثر فارسی سروده و همه پادشاهان، وقایع و شخصیت‌های آن را تاریخی و واقعی می‌داند؛ در حالی که دیدگاه غالب، این اثر را ترکیبی از اسطوره، افسانه و تاریخ می‌شمارد.
وی تأکید می‌کند که مفاهیمی مانند کشور، حکومت، نظام انتخاباتی، نهادهای سیاسی، قانون اساسی و منشور حقوق بشر، نه‌تنها در دوره هخامنشی، بلکه هزاران سال پیش‌تر، در تمدن‌های کهن فراموش‌شده ایران ریشه داشته و بازتاب آن در شاهنامه قابل مشاهده است. رسولی تحول تمدن ایرانی را روندی موج‌وار متشکل از فراز و نشیب‌های تاریخی معرفی می‌کند که در شاهنامه با نشانه‌هایی همچون توصیف رویدادهای طبیعی نظیر فوران دماوند و سبلان بازتاب یافته است.
رسولی تحلیل دقیق‌تر مطالب شاهنامه را با بهره‌گیری از زبان پهلوی، مطالعات میان‌رشته‌ای شامل تاریخ، اسطوره‌شناسی، زمین‌شناسی، باستان‌شناسی و نشانه‌شناسی دنبال کرده است. او نمادهایی مانند سیمرغ را بیانگر پیشرفت پزشکی ایران باستان می‌داند و تولد رستم را نمونه‌ای از عمل جراحی سزارین در تاریخ تلقی می‌کند. به‌علاوه، او انسان‌گرایی را از ویژگی‌های بارز اندیشه ایرانی می‌داند که در آثار اندیشمندانی چون مانی و نصفی نیز منعکس است، و حتی ریشه‌هایی از نظریه تکامل را در متون شاهنامه و آثار فیلسوفان ایرانی قرون میانه شناسایی می‌کند.
دیدگاه‌های رسولی در ابتدا با مخالفت جمعی از شاهنامه‌پژوهان مواجه شد اما به‌تدریج توجه برخی صاحب‌نظران، از جمله هوشنگ طالع و ابوالفضل قاضی را جلب کرد. بخشی از جامعه علمی رویکرد میان‌رشته‌ای او را در تفسیر شاهنامه دارای ارزش دانسته‌اند. رسولی بر این باور است که شاهنامه سندی تاریخی و مرجعی برای بازشناسی نهادهای حقوقی، فلسفی و پزشکی ایران باستان محسوب می‌شود.
رسولی، با تکیه بر مبانی حقوق عمومی و تحلیل قانون اساسی جمهوری اسلامی ایران، به ویژه اصل نهم، رابطه‌ای درهم‌تنیده و ناگسستنی میان آزادی فردی، استقلال، وحدت ملی و تمامیت ارضی قائل است. از دید او این مفاهیم اساسی، برخلاف تصور رایج، نه دستاوردهای صرفاً مدرن، بلکه اموری ریشه‌دار و برآمده از اندیشهٔ حقوقی ایرانی و سابقه تمدن کهن ایران‌اند. در نگاه او، اصل نهم قانون اساسی که بر «تفکیک‌ناپذیری» آزادی، استقلال، وحدت و تمامیت ارضی پافشاری می‌کند، تأییدی بر همان سیستم شناختی است که می‌توان نشانه‌های آن را در ایران دوران کهن یافت. رسولی معتقد است قانون اساسی ـ به ویژه در اصل نهم و چهلم با ظرافتی خاص بر هر دو جنبه حقوق فردی و مصالح جمعی (مانند تمامیت ارضی و استقلال ملی) تأکید دارد و از افراط و تفریط در اصالت فرد یا اصالت جامعه پرهیز می‌کند. وی وحدت ملی و تمامیت ارضی را عناصر حیاتی جامعه ایرانی می‌داند و تبیین می‌کند که حتی در صورت بروز تعارض میان آزادی‌های فردی و منافع بنیادین کشور، تأمین بقای کشور اولویت؛ اما همزمان تأکید می‌کند که رعایت آزادی مشروع افراد خود تضمین‌کننده وحدت و پایداری ملی است. رسولی با الهام از سنت ایرانی و استناد به متون تاریخی و زیربنایی، نظریه هم‌افزایی و پیوستگی حقوق ملت و دولت را در مطالعات خود بسط می‌دهد. در مجموع، نگاه او تلفیقی است از تفسیر تاریخی، حقوقی و هویتی به مفاهیم بنیادین جامعه ایرانی، که پیوند معماری حقوق اساسی جدید را با ریشه‌های فرهنگی و حقوقی ایرانِ دیرینه برجسته می‌سازد.

## فعالیت‌ها
رسولی در وبینار فرهنگی-ادبی بزرگداشت فردوسی در پاکستان به عنوان شاهنامه‌پژوه و محقق حضور یافت. او علاوه بر تألیف و پژوهش، در عرصه ترویج فرهنگ شاهنامه‌خوانی و شناخت فرهنگ ایرانی نیز فعال است. برگزاری نشست‌های شاهنامه‌خوانی و همایش‌های پژوهشی بزرگداشت شخصیت‌های تاریخی چون فردوسی، بزرگمهر و یعقوب لیث صفاری بخشی از فعالیت‌های فرهنگی و اجتماعی اوست. رسولی بنیان‌گذار مؤسسه فرهنگی بزرگمهر حکیم است. موسسه‌ای در راستای ترویج شاهنامه‌خوانی و برگزاری نشست‌ها و همایش‌های علمی پیرامون شاهنامه و مطالعات ایران‌شناسی. وی تاکنون ده‌ها سخنرانی و برنامه تخصصی در دانشگاه‌ها و مراکز علمی، از جمله دانشگاه تهران و شهید بهشتی، ارائه داده و در رسانه‌هایی مانند رادیو فرهنگ با موضوع شاهنامه حضور فعال داشته است.

## آثار
محمد رسولی صاحب آثار متعدد پژوهشی و تألیفی در زمینه شاهنامه‌پژوهی، اسطوره‌شناسی و حقوق است. از شناخته‌شده‌ترین آثار او می‌توان به کتاب ناسوخ اشاره کرد که الهام‌بخش تولید فیلم کوتاهی با همین نام نیز بوده و جوایز جشنواره‌های ملی را کسب کرده است. «پندهای شاهنامه» که مشتمل بر ابیات و آموزه‌های اخلاقی و حکیمانه شاهنامه است، از دیگر آثار مهم او به‌شمار می‌رود. کتاب «مبانی حقوق عمومی در شاهنامه» بر اثبات وجود مفاهیم حقوق عمومی و علوم سیاسی در ایران باستان بر پایه روایت‌های شاهنامه تأکید دارد و با رویکردی ساختارشکن مطرح شده است.
رسولی آثار متعددی با موضوعات کم‌تر پرداخته‌شده‌ای چون «حقوق اقتصادی در شاهنامه»، «بررسی پولشویی»، «حقوق زن در تاریخ ایران»، «حقوق خانواده»، و «ایران و روابط بین‌الملل» تألیف کرده است. از جمله دیگر آثار وی می‌توان به مواردی چون «گفتارهای شاهنامه» (چهل گفتار کوتاه و کلیدی)، «داستان باستان» (داستان‌های کوتاه ایران باستان)، «نگاهی نو به شاهنامه»، «مقالات شاهنامه»، «خردنامه» (پژوهش در باب خرد و عقل در شاهنامه)، «سوگواری ایرانی»، «آشپزی و خوراکی در شاهنامه»، و «بزرگمهر حکیم» اشاره کرد. همچنین، مقالات علمی وی حول محورهایی چون مشروعیت، حقوق بشر، جایگاه زنان، شهرهای تاریخی و آسیب‌شناسی شاهنامه‌شناسی به چاپ رسیده است. بخش مهمی از آثار او به معرفی و تحلیل موضوعات نوآورانه‌ای همچون همه‌پرسی، حقوق تطبیقی، جنبه‌های اقتصادی و اجتماعی در متون کهن ایران می‌پردازد.

## جوایز و افتخارات
- برگزیده بخش کتاب و سینما چهلمین جشنواره فیلم کوتاه تهران برای کتاب ناسوخ[۱۰]
- برگزیده بخش فرهنگ کهن ایران باستان هفتمین جشنواره قلم داران سرزمین کهن برای کتاب ناسوخ[۱۲]

## پیوند بیرونی
- محمد رسولی در مگ ایران
- محمد رسولی در رادیو فرهنگ
- محمد رسولی در مرکز دائرةالمعارف بزرگ اسلامی
- تاریخ کامل ایران بر اساس شاهنامه نوشته محمد رسولی